# Richebourg (Haute-Marne)
Richebourg é uma comuna francesa na região administrativa de Grande Leste, no departamento de Haute-Marne. Estende-se por uma área de 21,2 km². Em 2010 a comuna tinha 272 habitantes (densidade: 12,8 hab./km²).